# Площа Заньковецької
Площа Заньковецької — площа міста Ніжина на перехресті вулиць Станіслава Прощенка, Покровська, Гоголя, Батюка.

## Історія
«Соборна площа» відома з XVII століття як центральна площа міста, де проходили військові паради козаків, оголошувалися гетьманські універсали, зустрічали послів. Тут 1855 hjre проходили дружини Московського, Нижньогородського, Володимирського, Ніжинського ополчень до Криму на захист Севастополя. У травні 1861 року на Соборній площі Ніжинці зустрічали труну Тараса Шевченка, яку везли з Петербурга до Канева.
З будівництвом у 1880-1890-х роках кількох житлових доходних будинків завершилося формування ансамблю Базарної вулиці (південної лінії торгового майдану), що після будівництва торгових крамниць Миколаївського собору завершило створення архітектурного ансамблю Соборної площі — унікального тим, що в лінії забудови були органічно представлені приклади забудови від середини XVIIІ століття до кінця ХІХ століття зі своєрідним напівциркульним обрамленням банями православних храмів на задньому плані.
На початку ХХ століття залишки колишньої Соборної площі — територія між лавками Миколаївського собору та огорожею Успенської церкви засадили деревами. Інша частина — з іншого боку Миколаївського собору — також втратила торговий статус і в 1870-х роках з ініціативи та коштом Василя Тарновського була перетворена на сквер.
У зв'язку з розбиттям скверу та розширенням будівництва, територія площі дуже скоротилася і втратила своє колишнє значення. Площу було забудовано переважно 2-3-поверховими будинками.
1967 року «Соборну площу» було перейменовано на «Площу 50 років Жовтня» — на честь річниці 50-річчя від жовтневоого перевороту (1917 рік).
Наразі площа має сучасну назву — на честь української актриси Марії Заньковецької.

## Опис
Парна сторона площі зайнята 2-3-поверховими адміністративними будинками: 2-поверховий будинок відділення Державного банку СРСР — пам'ятка архітектури, 3-поверховий будинок відділення зв'язку, 3-поверховий торговий центр (універмаг). Непарна — скверами імені М. В. Гоголя та імені Богдана Хмельницького. У сквері розташований пам'ятник М. Заньковецькій, Миколаївський собор та Церква Іоанна Предтечі та торгові ряди (зараз будинок культури).